# Carrer dels Sants Just i Pastor
El carrer de Sants Just i Pastor és una via urbana de l'est València, situada d'oest a est entre l'avinguda de Cardenal Benlloch i el carrer de la Serradora. S'encreua a més amb el carrer del Doctor Manuel Candela, el carrer del Músic Ginés i el carrer de José María Haro. El carrer pren el nom dels Sants Just i Pastor.
Marca la separació entre el districte d'Algirós al nord i el de Camins al Grau al sud. Concretament en un primer tram des de l'avinguda del Cardenal Benlloch fins al carrer del Doctor Manuel Candela separa el barri de L'Amistat al nord i el d'Albors al sud. Després fins al carrer del Músic Ginés separa el barri de la Ciutat Jardí al nord i el d'Aiora al sud, i finalment fins al carrer de la Serradora separa el barri de L'Illa Perduda al nord i continua el d'Aiora al sud.

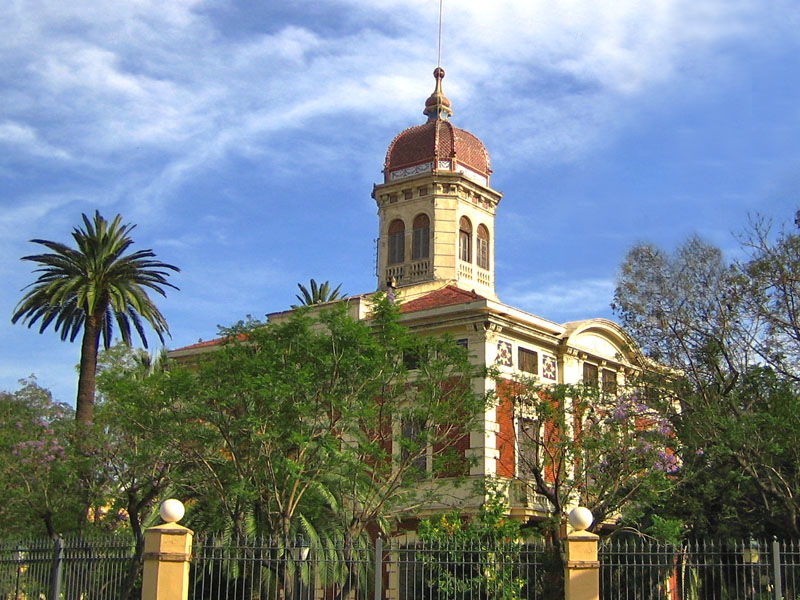
El palauet d'Aiora, situat al final del carrer.

És una de les vies creades a la segona meitat del segle xx per a connectar el centre de la ciutat amb els poblats marítims, de forma paral·lela al Camí Nou del Grau i al Passeig de València al Mar. El seu traçat coincideix en part amb el del vell Camí d'Algirós i amb el "Braç d'Algirós" de la séquia de Mestalla.
L'edifici més conegut del carrer és el palauet i jardí d'Aiora de l'any 1900, que a més dona nom al barri d'Aiora. També trobem l'hospital de la Casa de la Salut al cantó amb el carrer del Doctor Manuel Candela.
Per sota del carrer discorre la línia 5 del metro fins a arribar a l'encreuament amb el carrer del Músic Ginés, a l'altura del Palauet d'Aiora. Disposa de les estacions d'Amistat i d'Ayora, i a sols 200 metres té l'estació de Marítim-Serrería. La línia 32 de l'EMT de València va per tot el carrer de cap a cap, però també donen servei al carrer les autobusos que passen pels carrer que el travessen, com les línies 18, 89, 90, N89 i N90 per l'avinguda del Cardenal Benlloch, les línies 30 i 40 pel carrer del Doctor Manuel Candela, i les línies 1 i N9 pel carrer de la Serradora.